# Ctonia (sorella di Climeno)
Ctonia (in greco antico: Χθονία?, Chthonía) è un personaggio della mitologia greca, sorella di Climeno; fondò col fratello un tempio della dea Demetra, nella città di Ermione.

## Mitologia
Il padre di Ctonia a seconda dei miti viene indicato come Foroneo oppure come Colontade.
Quest'ultimo, reo di aver rifiutato l'ospitalità alla dea Demetra mentre quest'ultima era alla ricerca di Persefone, fu punito dalla dea e fatto bruciare in un rogo mortale dentro la propria casa.
Ctonia invece si salvò e la stessa Demetra la portò nella città di Ermione, dove, memore della furia della divinità, decise di fondare un tempio a lei dedicato.
In seguito la città cambiò nome in suo onore.